# Хрущелёва, Наталья Петровна
Ната́лья Петро́вна Хрущелёва (20 мая 1973, Тавда) — российская легкоатлетка, бегунья на короткие и средние дистанции. Выступала на всероссийском уровне на всём протяжении 1990-х и 2000-х годов, четырёхкратная чемпионка России в различных беговых дисциплинах, бронзовая призёрка чемпионата мира, дважды серебряная призёрка чемпионатов Европы, обладательница Кубка Европы, участница летних Олимпийских игр в Афинах. На соревнованиях представляла физкультурно-спортивное общество «Динамо» и Свердловскую область, заслуженный мастер спорта.

## Биография
Наталья Хрущелёва родилась 20 мая 1973 года в городе Тавда Свердловской области. Активно заниматься лёгкой атлетикой начала с раннего детства, проходила подготовку в местной детско-юношеской спортивной школе под руководством тренера А. Магдалина. С пятнадцати лет училась в Свердловской школе-интернате спортивного профиля, где была подопечной заслуженного тренера В. С. Казарина (впоследствии вышла за него замуж). Состояла в физкльтурно-спортивном обществе «Динамо», позже представляла команды Профсоюзов и Вооружённых сил.
Впервые заявила о себе в сезоне 1992 года, когда в беге на 400 метров одержала победу на юниорском чемпионате России и, попав в состав российской национальной сборной, побывала на чемпионате мира среди юниоров в Сеуле, где заняла седьмое место в эстафетной гонке 4 × 400 метров. Выполнила норматив мастера спорта.
Первого серьёзного успеха на взрослом уровне добилась в 1994 году, выиграв серебряную и золотую медали на чемпионате России в Санкт-Петербурге — в личном зачёте в беге на 400 метров и в эстафете соответственно. Чуть позже выступила на чемпионате Европы в Хельсинки, вместе с партнёршами Еленой Андреевой, Татьяной Захаровой, Светланой Гончаренко и Еленой Голешевой взяла в эстафете серебро, уступив только команде из Франции.
В 1995 году на чемпионате России в Москве в составе сборной Свердловской области выиграла серебряную медаль в эстафете. В этот период регулярно принимала участие в Молодёжных играх России, трижды становилась здесь победительницей, имеет в послужном списке награды серебряного и бронзового достоинства. В 1998 году на всероссийском первенстве в Москве была третьей в беге на 400 метров. Выступила на чемпионате Европы в Будапеште, где вновь стала серебряной призёркой в эстафетной гонке позади команды из Германии — на сей раз её партнёршами были бегуньи Светлана Гончаренко, Екатерина Бахвалова, Ольга Котлярова и Екатерина Куликова. В 1999 году за выдающиеся достижения в лёгкой атлетике удостоена почётного звания «Заслуженный мастер спорта России».
На соревнованиях в Туле в 2001 году Хрущелёва стала чемпионкой России в эстафете 4 × 100 м, позже в той же дисциплине получила серебро на Кубке Европы в Бремене, тогда как на зимнем чемпионате России в Москве выиграла бронзу в эстафете 4 × 200 метров. Год спустя на всероссийском турнире в Чебоксарах вместе с напарницами по сборной Свердловской области была лучшей в эстафете 4 × 400 метров. В 2003 году на зимнем чемпионате России добыла серебро в двухсотметровой эстафете, а на летнем чемпионате неожиданно одержала победу в непревычном для себе беге на 800 метров, став таким образом четырёхкратной чемпионкой страны. Пройдя отбор на чемпионат мира в Париже, впоследствии выиграла там бронзовую медаль на восьмисотметровой дистанции, проиграв в финале представительнице Мозамбика Марии Мутоле и представительнице Великобритании Келли Холмс.
В 2004 году на чемпионате России в Туле Наталья Хрущелёва выиграла серебряную медаль в беге на 800 метров, уступив лишь Татьяне Андриановой. Благодаря череде удачных выступлений удостоилась права защищать честь страны на летних Олимпийских играх в Афинах — с четвёртого места квалифицировалась в предварительном раунде, но на стадии полуфиналов финишировала только пятой и не пробилась в решающую стадию турнира.
После афинской Олимпиады ещё в течение нескольких лет продолжала успешно выступать на всероссийском уровне, хотя на международной арене больше значимых побед не одерживала. Последний раз показала сколько-нибудь значимый резульстат в своей спортивной карьере в сезоне 2007 года, когда на прошедшем в Волгограде чемпионате России в помещении взяла бронзу в программе эстафеты 4 × 800 м.